# Ourang Medan
«Ourang Medan» — корабель-привид, який начебто зазнав корабельної аварії після того, як весь його екіпаж загинув за незрозумілих обставин. Жодної офіційної інформації про інцидент або навіть про існування судна з такою назвою в суднових реєстрах не збереглося. З часом історію переповідали зі змінами, різні публікації називають різне місце, де нібито сталася ця подія і різний рік. Ряд дослідників вважає цю історію журналістською містифікацією і міською легендою.

## Інцидент
«Ourang Medan» зазвичай описують як голландський вантажний теплохід. Слово «Ourang» малайською або індонезійською мовою означає «людина» (правильніше написання «Orang»), а Медан — це найбільше місто на індонезійському острові Суматра, і назву можна перекласти приблизно як «Людина з Медану».
Згідно з найбільш поширеним варіантом історії, у червні 1947 року (або, згідно з джерелами Вінсента Геддіса, у лютому 1948) американське торгове судно «Silver Star» в Малаккській протоці прийняло серію сигналів лиха від голландського торгового судна «Ourang Medan». Радист повідомив азбукою Морзе, що всі офіцери, включаючи капітана, загинули і що, на його думку, мертва і решта команди. Після цього він передав кілька незв'язних крапок і тире, потім повідомив, що теж помирає, і сигнал припинився.
«Silver Star» врешті-решт за допомогою тріангуляції сигналу визначила місце, з якого він надійшов, та знайшла «Ourang Medan», який виглядав непошкодженим. Піднявшись на борт, моряки виявили на судні велику кількість трупів людей, а також корабельного собаки. Видимих ушкоджень на тілах не виявили, але обличчя померлих мали жахливий вираз, з широко розплющеними очима й відкритими ротами, наче люди вмирали у сильних муках і страху. Живих не виявили. Свідки відзначили незвичайний холод у глибині трюму. Коли команда «Silver Star» готувала виявлений корабель для буксирування до сусіднього порту, з його вантажного трюму повалив дим, і абордажна команда поспішно евакуювалася. Незабаром «Ourang Medan» вибухнув і затонув.

## Історія публікацій
Довго вважалося, що вперше ця історія опублікована у трьох статтях у голландсько-індонезійській газеті De locomotief в лютому-березні 1948 року. Назва корабля, що знайшов «Ourang Medan», у цих статтях не згадується, місце події описано як 400 морських миль (740 км) на південний схід від Маршаллових островів. Крім того, друга і третя статті розповідають про єдиного вцілілого з екіпажу «Оранг Медан», не названого на ім'я німця, якого знайшли італійський місіонер і місцеві жителі на атолі Таонгі (Маршаллові острови). Цей чоловік, перед тим, як загинути, розповідає місіонеру, що корабель перевозив погано укладений вантаж сірчаної кислоти, кілька контейнерів було пошкоджено, і більшість екіпажу загинула через отруйні випари. Згідно з цією версією, «Ourang Medan» плив з неназваного маленького китайського порту до Коста-Ріки та навмисно уникав контакту з представниками влади. Автор статті, Сільвіо Шерлі з Трієста, Італія, стверджував, що почув цю історію від вищезгаданого місіонера, але вже у цій публікації представники газети зазначили, що не можуть підтвердити правдивість історії.
У 2015 році історію вдалося простежити аж до 1940 року, коли її опублікували у британських газетах Yorkshire Evening Post від 21 листопада та Daily Mirror від 22 листопада. Обидві газети посилалися на Associated Press. Опублікована в них історія мала значні відмінності від більш пізніх публікацій: місцем події були названі Соломонові острови, також текст отриманого повідомлення SOS відрізнявся від пізніших звітів. «Ourang Medan» описаний як пароплав. Подробиці про жахливий вигляд трупів не наводяться. Історія, як стверджується, походить не від місіонера, який почув її від вцілілого моряка, а безпосередньо від офіцера з судна, що прибуло на допомогу.

## Гіпотези
Існує ряд теорій стосовно того, що сталося на судні, якщо описана вище історія взагалі відбулася в реальності. Якщо відкинути малоймовірні сценарії, такі як напад НЛО або вплив інфразвуку, дослідники сходяться на тому, що причиною смерті команди судна стало отруєння тією чи іншою газоподібною речовиною. Версію про пари сірчаної кислоти наведено вище.
Згідно з німецькою брошурою авторства письменника-публіциста Отто Мильке, «Оранг Медан» контрабандою перевозив небезпечний вантаж, а саме ціанід калію і нітрогліцерин. У трюм судна могла потрапити морська вода, що вступила в реакцію з вантажем, внаслідок чого виділився отруйний газ, що й спричинив загибель екіпажу. Пізніше морська вода вступила в реакцію і з нітрогліцерином, спричинивши пожежу та вибух.
Інша теорія полягає в тому, що корабель перевозив нервово-паралітичний газ, який японські військові зберігали в Китаї під час Другої світової війни, і який після її завершення був переданий військовим США. З метою конспірації вантаж транспортували в США або на якийсь острів у Тихому океані на незареєстрованому судні, чим і пояснюється відсутність офіційних даних про «Оранг Медан».
Вінсент Геддіс висуває теорію про те, що причиною корабельної аварії міг бути збій у системі котла судна. Виток чадного газу призвів до загибелі команди, після чого вогонь повільно вийшов з-під контролю, що призвело до остаточного знищення судна. Це версія є менш ймовірною, оскільки чадний газ навряд би призвів до загибелі людей, що перебували на відкритому повітрі на палубі.
Існують також менш реалістичні теорії, наприклад напад нацистської субмарини U-2670, що після завершення Другої світової війни займалася піратством, атакуючи торгові судна торпедами з хімічною зброєю, після цього судно грабували і топили. Історія про цих піратів сама по собі є міською легендою, і підводний човен з номером U-2670 в реальності навіть не був добудований.
Ряд авторів відзначають, що не знайшли ніяких згадок про цей випадок у судноплавному реєстрі Ллойда. Жодних реєстраційних записів для судна під назвою «Ourang Medan» не знайдено ні в Нідерландах, ні в будь-якій іншій країні. Історик Рой Бейнтон стверджує, що судно «Silver Star», яке виявило «Ourang Medan», точно ідентифіковане, але в його суднових журналах відсутні будь-які згадки про цей інцидент. Бейнтон припускає, що описана у пресі історія може містити неточності стосовно дати, місця, назви залучених кораблів та обставини аварії, а також що історія може бути повністю вигаданою.